# Teun Beijnen
Anthonie Christiaan "Teun" Beijnen (født 13. juni 1899, død 13. juli 1949) var en hollandsk roer, racerkører og fabrikand, som deltog i to olympiske lege i 1920'erne.
Tidligt i sin karriere roede Beijnen firer med styrmand, og han var i denne disciplin med til at vinde EM-sølv i 1923.
Beijnen blev olympisk mester under OL 1924 i Paris. Han vandt i toer uden styrmand sammen med Willy Rösingh. Fem både var tilmeldt i disciplinen, men kun tre stillede op. Alligevel insisterede arrangørerne på at afholde indledende heat, hvor de to hollændere kom til at ro alene, mens briterne og franskmændene roede mod hinanden. Franskmændene og hollænderne var dermed direkte i finalen, mens briterne måtte ro et opsamlingsheat(!) Imidlertid måtte de opgive at stille op i finalen på grund af en skade, og dermed blev finalen en direkte kamp mellem Beijnen og Rösingh og franskmændene Maurice Monney-Bouton og Georges Piot. Her var hollænderne stærkest og førte klart efter 1000 m. Franskmændene kæmpede for at komme tilbage, men måtte i sidste ende se guldet gå til modstanderne mere end to sekunder foran.
Beijnen og Rösingh stillede også op ved EM nogle uger efter OL i 1924, og her vandt de guld i toer med styrmand samt sølv i toer uden styrmand. Herefter skiftede Beijnen til otteren, og i denne bådtype vandt han EM-sølv i 1925 og EM-guld i 1926.
Ved legene fire år senere i Amsterdam deltog Beijnen i otteren, og her var konkurrencen noget større, idet 11 både deltog. Hollænderne tabte det indledende heat klart til den polske båd og måtte i opsamlingsheat, hvor de besejrede den belgiske båd med fire tiendedel af et sekund. I anden runde blev det til et klart nederlag til italienerne, og dermed var hollænderne ude af konkurrencen.
Efter afslutningen af sin rokarriere kastede den bilglade Beijnen sig over motorsport, og han deltog to gange i Monte Carlo Rally. Derudover var han kendt for at have giftet sig med en operasanger samt som ejer af flere virksomheder, herunder et destilleri og et savværk. Under anden verdenskrig deltog han i den hollandske modstandsbevægelse. Han døde af et hjerteanfald som blot 50-årig i 1949.